# Museo della cultura filistea
Museo della Cultura Filistea (in ebraico המוזיאון לתרבות הפלשתים ע"ש קורין ממן‎?, lett. il "museo per la cultura filistea Corinne Mamane") è un museo archeologico situato nella città israeliana di Ashdod. Si esplora la cultura dei Filistei che vivevano nella zona della città. Il museo è l'unico museo al mondo dedicato alla cultura filistea. È stato il primo museo che ha aperto ad Ashdod nel 1990.